# Praproče pri Temenici
Praproče pri Temenici – wieś w Słowenii, w gminie Ivančna Gorica. W 2018 roku liczyła 45 mieszkańców.